# Irische Cricket-Nationalmannschaft in Bangladesch in der Saison 2007/08
Die Tour der irischen Cricket-Nationalmannschaft nach Bangladesch in der Saison 2007/08 fand vom 18. bis zum 22. März 2008 statt. Die internationale Cricket-Tour war Bestandteil der Internationalen Cricket-Saison 2007/08 und umfasste drei ODIs. Bangladesch gewann die Serie 3–0.

## Vorgeschichte
Bangladesch bestritt zuvor eine Tour gegen Südafrika, für Irland war es die erste Tour der Saison.

## Stadien
Die folgenden Stadien wurden für die Tour als Austragungsort vorgesehen.
| Stadion                                | Stadt | Kapazität | Spiele      |
| -------------------------------------- | ----- | --------- | ----------- |
| Sher-e-Bangla National Cricket Stadium | Dhaka | 26.000    | 1. – 3. ODI |

## Kaderlisten
Irland benannte seinen Kader am 13. Februar 2008.
Bangladesch benannte seinen Kader am 15. März 2008.
| ODI | ODI |
| Bangladesch | Irland |
| --- | --- |
| - Mohammad Ashraful (K) - Abdur Razzak - Aftab Ahmed - Dhiman Ghosh (wk) - Farhad Reza - Junaid Siddique - Mahmudullah - Mashrafe Mortaza - Nazimuddin - Raqibul Hasan - Shahadat Hossain - Shahriar Nafees - Shakib Al Hasan - Tamim Iqbal | - Trent Johnston (K) - Andre Botha - Alex Cusack - Phil Eaglestone - Thinus Fourie - Gary Kidd - Dave Langford-Smith - Kyle McCallan - Eoin Morgan - Kevin O’Brien - Niall O’Brien (wk) - William Porterfield - Paul Stirling - Reinhardt Strydom - Greg Thompson |

## One-Day Internationals

### Erstes ODI in Dhaka
| 18. März Scorecard | Dhaka | Irland 185-7 (50)             | – | Bangladesch 186-2 (39.5) |
|                    |       | Bangladesch gewinnt 8 Wickets |   |                          |

### Zweites ODI in Dhaka
| 20. März Scorecard | Dhaka | Bangladesch 246-8 (50)          | – | Irland 162 (38.5) |
|                    |       | Bangladesch gewinnt mit 84 Runs |   |                   |

### Drittes ODI in Dhaka
| 22. März Scorecard | Dhaka | Bangladesch 293-7 (50)          | – | Irland 214 (45.3) |
|                    |       | Bangladesch gewinnt mit 79 Runs |   |                   |

## Statistiken
Die folgenden Cricketstatistiken wurden bei dieser Tour erzielt.
| ODIs                | ODIs        | ODIs    | ODIs    | ODIs    | ODIs    | ODIs    | ODIs    | ODIs    |
| Batting             | Batting     | Batting | Batting | Batting | Batting | Batting | Batting | Batting |
| Spieler             | Mannschaft  | Spiele  | Innings | Runs    | Average | HS      | 100s    | 50s     |
| ------------------- | ----------- | ------- | ------- | ------- | ------- | ------- | ------- | ------- |
| Shahriar Nafees     | Bangladesch | 3       | 3       | 204     | 102,00  | 90*     | 0       | 3       |
| Tamim Iqbal         | Bangladesch | 3       | 3       | 188     | 62,66   | 129     | 1       | 0       |
| Mohammad Ashraful   | Bangladesch | 3       | 3       | 124     | 62,00   | 64*     | 0       | 1       |
| Niall O’Brien       | Irland      | 3       | 3       | 103     | 34,33   | 70      | 0       | 1       |
| Alex Cusack         | Irland      | 3       | 3       | 73      | 24,33   | 38      | 0       | 0       |
| Bowling             |             |         |         |         |         |         |         |         |
| Spieler             | Mannschaft  | Spiele  | Overs   | Wickets | Average | BBI     | 5W      | 10W     |
| Dave Langford-Smith | Irland      | 3       | 24      | 7       | 20,71   | 3/43    | 0       | 0       |
| Farhad Reza         | Bangladesch | 3       | 28      | 6       | 21,33   | 5/42    | 1       | 0       |
| Shakib Al Hasan     | Bangladesch | 3       | 27      | 5       | 20,00   | 2/16    | 0       | 0       |
| Abdur Razzak        | Bangladesch | 3       | 26      | 5       | 22,60   | 3/27    | 0       | 0       |
| Mashrafe Mortaza    | Bangladesch | 3       | 26      | 4       | 22,75   | 3/22    | 0       | 0       |

## Player of the Series
Als Player of the Series wurden die folgenden Spieler ausgezeichnet.
| Serie | Player of the Series |
| ----- | -------------------- |
| ODI   | Shahriar Nafees      |

### Player of the Match
Als Player of the Match wurden die folgenden Spieler ausgezeichnet.
| Spiel  | Player of the Match |
| ------ | ------------------- |
| 1. ODI | Mashrafe Mortaza    |
| 2. ODI | Farhad Reza         |
| 3. ODI | Tamim Iqbal         |